# ANZAC

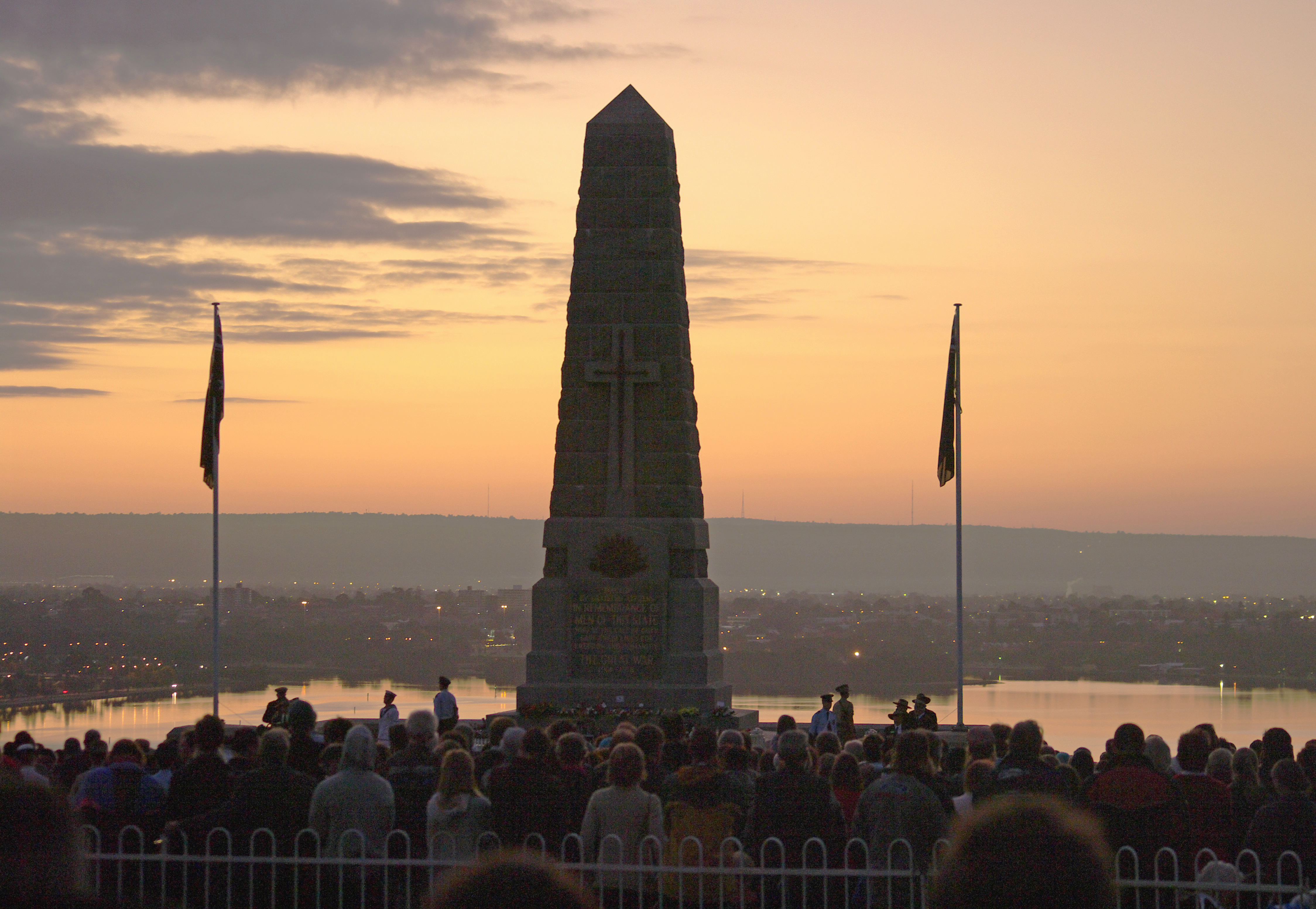
ANZAC Day a Kings Park, Australia Occidentale, 25 aprile 2009

ANZAC è l'acronimo con cui è conosciuto l'Australian and New Zealand Army Corps (Corpi dell'Esercito Australiano e Neozelandese). Esso fece parte del Corpo di Spedizione nel Mediterraneo (Mediterranean Expeditionary Force) britannico durante la prima guerra mondiale.
Formato in Egitto nel 1915, operò nei Dardanelli partecipando alla Battaglia di Gallipoli (ed in particolare, al cosiddetto "Sbarco alla baia dell'ANZAC").
Il Corpo fu sciolto dopo l'evacuazione delle truppe dell'Intesa da Gallipoli.
Dall'acronimo ANZAC deriva il termine linguistico Anzac, usato colloquialmente per indicare chi proviene dall'Australia e dalla Nuova Zelanda.
La creazione del Corpo fu pianificata fin dal novembre del 1914, quando un primo contingente australiano e neozelandese fu trasportato in Europa; per non sottoporre i militari al freddo inverno inglese, come accadde al Corpo di Spedizione Canadese (Canadian Expeditionary Force) accampato nella Piana di Salisbury, fu deciso di spostarli in Egitto, dove si sarebbero addestrati per essere poi schierati sul Fronte Occidentale, in Francia.
Il Segretario della Guerra britannico (corrispondente al Ministro per la Difesa), Horatio Kitchener, nominò il generale William Birdwood, ufficiale dell'Esercito dell'India Britannica, come comandante del Corpo. Egli fornì il reparto di molti ufficiali e sottoufficiali dell'Esercito dell'India Britannica. Birdwood assunse il comando al Cairo, il 21 dicembre 1914.